# Oxid de vanadiu (II)
Oxidul de vanadiu (II) este un compus anorganic cu formula chimică VO, fiind unul dintre numeroșii oxizi ai vanadiului. Adoptă o structură cristalină asemănătoare cu cea a clorurii de sodiu și conține legături metalice slabe între atomii de vanadiu. 

## Obținere
Oxidul de vanadiu (II) poate fi obținut prin reacția dintre oxidul de vanadiu (III) și vanadiu metalic în vid la temperaturi cuprinse între 1200 și 1600 °C. 
{\displaystyle \mathrm {V_{2}O_{3}+V\longrightarrow 3\ VO} }